# Koussay Maacha
Koussay Maacha (in arabo قصي معشة‎?; 21 maggio 2007) è un calciatore tunisino, attaccante dell'Espérance.

## Caratteristiche tecniche
Gioca come ala sinistra.

## Carriera

### Club
È cresciuto nel settore giovanile dell'Espérance. Il 15 ottobre 2024 è stato nominato dal quotidiano britannico The Guardian nella lista dei 60 migliori calciatori nati nel 2007 ed il 9 novembre 2024 ha esordito in prima squadra nell'incontro di Championnat de Ligue Professionelle 1 vinto 2-1 contro il Gabès proprio grazie ad una sua rete. Nel corso della stagione esordisce anche in CAF Champions League.

### Nazionale
Ha giocato nella nazionale giovanile tunisina Under-17.

## Statistiche

### Presenze e reti nei club
Statistiche aggiornate all'11 marzo 2025.
| Stagione        | Squadra         | Campionato      | Campionato | Campionato | Coppe nazionali | Coppe nazionali | Coppe nazionali | Coppe continentali | Coppe continentali | Coppe continentali | Altre coppe | Altre coppe | Altre coppe | Totale | Totale | Totale |
| Stagione        | Squadra         | Comp            | Pres       | Reti       | Comp            | Pres            | Reti            | Comp               | Pres               | Reti               | Comp        | Pres        | Reti        | Pres   | Reti   |        |
| --------------- | --------------- | --------------- | ---------- | ---------- | --------------- | --------------- | --------------- | ------------------ | ------------------ | ------------------ | ----------- | ----------- | ----------- | ------ | ------ | ------ |
| 2024-2025       | Espérance       | L1              | 9          | 2          | CT              | 0               | 0               | CAF CL             | 5                  | 1                  | -           | -           | -           | 14     | 3      |        |
| Totale carriera | Totale carriera | Totale carriera | 9          | 2          |                 | 0               | 0               |                    | 5                  | 1                  |             | -           | -           | 14     | 3      |        |

## Palmarès

### Club

#### Competizioni nazionali
- Campionato tunisino: 1

Espérance: 2024-2025
- Coppa di Tunisia: 1

Espérance: 2024-2025